# Elaphoglossum chevalieri
Elaphoglossum chevalieri är en träjonväxtart som beskrevs av Christ. Elaphoglossum chevalieri ingår i släktet Elaphoglossum och familjen Dryopteridaceae. Inga underarter finns listade.